# Yordan Penchev
Yordan Penchev (em búlgaro:  Йордан Пенчев, 26 de agosto de 1956) é um ex-ciclista olímpico búlgaro. Representou sua nação em dois eventos nos Jogos Olímpicos de Verão de 1980.